# Eliteserien 2016 (football americano)
La Eliteserien 2016 è la 31ª edizione del campionato di football americano di primo livello, organizzato dalla NAIF.

## Squadre partecipanti
| Club             | Città    | Stadio | Sponsor ufficiale | Risultato nella stagione 2015 |
| ---------------- | -------- | ------ | ----------------- | ----------------------------- |
| Eidsvoll 1814's  | Eidsvoll |        |                   |                               |
| Lura Bulls       | Sandnes  |        |                   |                               |
| Oslo Vikings     | Oslo     |        |                   |                               |
| Vålerenga Trolls | Oslo     |        |                   |                               |

## Stagione regolare

### Calendario

#### 1ª giornata
| Sandnes 16 aprile 2016 | Lura Bulls | 14 – 35 referto | Eidsvoll 1814's | Lura Stadion |

#### 2ª giornata
| Oslo 23 aprile 2016 | Vålerenga Trolls | 21 – 7 referto | Lura Bulls | Jordal Idrettspark |

| Oslo 24 aprile 2016 | Oslo Vikings | 7 – 12 referto | Eidsvoll 1814's | Frogner Stadion |

#### 3ª giornata
| Oslo 1º maggio 2016 | Vålerenga Trolls | 0 – 26 referto | Eidsvoll 1814's | Jordal Idrettspark |

#### 4ª giornata
| Sandnes 7 maggio 2016 | Lura Bulls | 41 – 21 referto | Oslo Vikings | Lura Stadion |

#### 5ª giornata
| Eidsvoll 14 maggio 2016 | Eidsvoll 1814's | 14 – 21 referto | Lura Bulls | Bøn |

| Oslo 16 maggio 2016 | Oslo Vikings | 40 – 12 referto | Vålerenga Trolls | Frogner Stadion |

#### 6ª giornata
| Eidsvoll 22 maggio 2016 | Eidsvoll 1814's | 28 – 0 referto | Vålerenga Trolls | Bøn |

#### 7ª giornata
| Oslo 28 maggio 2016 | Oslo Vikings | 30 – 19 referto | Lura Bulls | Frogner Stadion |

#### 8ª giornata
| Sandnes 4 giugno 2016 | Lura Bulls | 29 – 13 referto | Vålerenga Trolls | Lura Stadion |

| Eidsvoll 5 giugno 2016 | Eidsvoll 1814's | 6 – 14 referto | Oslo Vikings | Bøn |

#### 9ª giornata
| Oslo 12 giugno 2016, ore 15:00 | Vålerenga Trolls | 7 – 45 referto | Oslo Vikings | Jordal Idrettspark |

### Classifica
La classifica della regular season è la seguente:
- PCT = percentuale di vittorie, G = partite giocate, V = partite vinte,  P = partite perse, PF = punti fatti, PS = punti subiti

| Pos. | Squadra          | PCT  | G | V | N | P | PF  | PS  |
| ---- | ---------------- | ---- | - | - | - | - | --- | --- |
| 1    | Oslo Vikings     | .667 | 6 | 4 | 0 | 2 | 157 | 97  |
| 2    | Eidsvoll 1814's  | .667 | 6 | 4 | 0 | 2 | 121 | 56  |
| 3    | Lura Bulls       | .500 | 6 | 3 | 0 | 3 | 131 | 134 |
| 4    | Vålerenga Trolls | .167 | 6 | 1 | 0 | 5 | 53  | 175 |

## Playoff

### Tabellone
|  | Primo turno di wildcard | Primo turno di wildcard | Primo turno di wildcard |  |  | Secondo turno di wildcard | Secondo turno di wildcard | Secondo turno di wildcard |    |   | Semifinali      | Semifinali   | Semifinali |  |  | XXXI NM Finale | XXXI NM Finale | XXXI NM Finale |
|  |                         |                         |                         |  |  |                           |                           |                           |    |   |                 |              |            |  |  |                |                |                |
|  |                         |                         |                         |  |  |                           |                           |                           |    |   |                 |              |            |  |  |                |                |                |
|  |                         |                         |                         |  |  |                           |                           |                           |    |   |                 |              |            |  |  |                |                |                |
|  |                         |                         |                         |  |  |                           |                           |                           |    |   |                 |              |            |  |  |                |                |                |
|  |                         |                         |                         |  |  |                           |                           |                           |    | 1 | Oslo Vikings    | 35           |            |  |  |                |                |                |
|  | D1-1                    | NTNUI Nidaros Domers    | 42                      |  |  |                           | 4                         | Vålerenga Trolls          | 14 |   |                 |              |            |  |  |                |                |                |
|  | D1-4                    | Haugesund Hurricanes    | 6                       |  |  | D1-1                      | NTNUI Nidaros Domers      | 7                         |    |   |                 |              |            |  |  |                |                |                |
|  |                         |                         |                         |  |  | 4                         | Vålerenga Trolls          | 26                        |    |   |                 |              |            |  |  |                |                |                |
|  |                         |                         |                         |  |  |                           |                           |                           |    |   | 1               | Oslo Vikings | 14         |  |  |                |                |                |
|  |                         |                         |                         |  |  |                           | 2                         | Eidsvoll 1814's           | 7  |   |                 |              |            |  |  |                |                |                |
|  |                         |                         |                         |  |  |                           |                           |                           |    |   |                 |              |            |  |  |                |                |                |
|  |                         |                         |                         |  |  |                           |                           |                           |    |   |                 |              |            |  |  |                |                |                |
|  |                         |                         |                         |  |  |                           |                           |                           |    | 2 | Eidsvoll 1814's | 19           |            |  |  |                |                |                |
|  | D1-2                    | Åsane Seahawks          | 42                      |  |  |                           | 3                         | Lura Bulls                | 15 |   |                 |              |            |  |  |                |                |                |
|  | D1-3                    | Sarpsborg Olavs Menn    | 0                       |  |  | D1-2                      | Åsane Seahawks            | 0                         |    |   |                 |              |            |  |  |                |                |                |
|  |                         |                         |                         |  |  | 3                         | Lura Bulls                | 55                        |    |   |                 |              |            |  |  |                |                |                |
|  |                         |                         |                         |  |  |                           |                           |                           |    |   |                 |              |            |  |  |                |                |                |

### Primo turno di wildcard
| Åsane 11 giugno 2016 | Åsane Seahawks | 42 – 0 referto | Sarpsborg Olavs Menn | Varden skole |

| Trondheim 11 giugno 2016 | NTNUI Nidaros Domers | 42 – 6 referto | Haugesund Hurricanes | Lade idrettspark |

### Secondo turno di wildcard
| Trondheim 18 giugno 2016 | NTNUI Nidaros Domers | 7 – 26 referto | Vålerenga Trolls | Lade idrettspark |

| 19 giugno 2016 | Åsane Seahawks | 0 – 55 referto | Lura Bulls |  |

### Semifinali
| Eidsvoll 25 giugno 2016 | Eidsvoll 1814's | 19 – 15 referto | Lura Bulls | Bøn |

| Oslo 26 giugno 2016 | Oslo Vikings | 35 – 14 referto | Vålerenga Trolls | Frogner Stadion |

### XXXI NM Finale
| Fredrikstad 2 luglio 2016 | Oslo Vikings | 14 – 7 referto | Eidsvoll 1814's | Sentralidrettsanlegget |

## Verdetti
- Oslo Vikings Campioni della Norvegia 2016